# Левківка (Ізюмський район)
Ле́вківка — село в Україні, у Ізюмській міській громаді Ізюмського району Харківської області. Населення становить 598 осіб. 

## Географія
Село Левківка розташоване на лівому березі річки Сіверський Донець, вище за течією межує з селом Щасливе, нижче за течією на відстані 2 км розташоване село Іванівка. Село перетинає кілька балок, у тому числі Балка Солонецька. На відстані 5 км проходить автомобільна дорога E40 (М03).

## Історія
1713 — перші згадки.
Під час організованого радянською владою Голодомору 1932—1933 років померло щонайменше 298 жителів села.
До 2020 орган місцевого самоврядування — Левківська сільська рада.
12 червня 2020 року, розпорядженням Кабінету Міністрів України № 725-р «Про визначення адміністративних центрів та затвердження територій територіальних громад Харківської області», увійшло до складу Ізюмської міської територіальної громади.
19 липня 2020 року, в результаті адміністративно-територіальної реформи та ліквідації Ізюмського району (1923—2020), село увійшло до складу новоутвореного Ізюмського району.

## Населення
Згідно з переписом УРСР 1989 року чисельність наявного населення села становила 620 осіб, з яких 293 чоловіки та 327 жінок.
За переписом населення України 2001 року в селі мешкала 541 особа.

### Мова
Розподіл населення за рідною мовою за даними перепису 2001 року:
| Мова       | Відсоток |
| ---------- | -------- |
| українська | 90,97 %  |
| російська  | 8,70 %   |
| білоруська | 0,17 %   |
| молдовська | 0,17 %   |

## Економіка
- АП «СВІТАНОК». Розведення свиней.
- Ізюмське лісництво.

## Об'єкти соціальної сфери
- Школа І-ІІІ ст.